# Emilio Mola
Emilio Mola Vidal (Placetas, 9 luglio 1887 – Alcocero, 3 giugno 1937) è stato un generale spagnolo.
Fu uno dei capi della rivolta che avrebbe dato l'avvio alla guerra civile spagnola e che avrebbe condotto alla dittatura di Francisco Franco, che lo creò post-mortem primo duca di Mola e Grande di Spagna.

## Biografia
Mola nacque a Cuba che a quel tempo era una colonia spagnola, dove suo padre, un ufficiale dell'esercito, era in servizio. Si iscrisse all'accademia militare di fanteria di Toledo nel 1907. Partecipò quindi alla guerra coloniale in Marocco dove si distinse meritando l'importante onorificenza militare spagnola della Medalla Militar Individual, che gli schiuse il successo nella carriera militare. Nel 1927 egli diviene generale di brigata. Capo carismatico, era molto amato dai suoi uomini.
Messo a capo del dipartimento di sicurezza nel 1930, egli divenne subito inviso alle fazioni politiche liberali e socialiste per le sue idee conservatrici, e quando queste vinsero le elezioni ed andarono al governo, lo relegarono nella carica di governatore militare di Pamplona, considerata un'area molto tranquilla. In realtà però la Navarra era da sempre una terra vicina a posizioni conservatrici, se non reazionarie, sin dallo scoppio della prima guerra carlista, e si dimostrò tale anche durante la guerra civile.

### La guerra civile
Nel 1936 Mola si associò al movimento insurrezionale guidato dal generale José Sanjurjo col preciso scopo di rovesciare il governo del Fronte Popolare di Madrid. Dotato di grande capacità organizzativa di visione tattica e strategica, Mola divenne in breve il principale referente del golpe militare sopravanzando lo stesso Sanjurjo. Con il nome in codice “direttore”, Mola inviò le prime direttive per la sollevazione militare decidendo il 19 luglio 1936 come data di inizio dell'Alzamiento da cui scaturì la guerra civile spagnola.
(Dalla prima direttiva ai cospiratori.)
Obbedendo alle direttive di Mola furono uccisi tutti i graduati che cercarono di resistere con le armi ai golpisti, tra cui il cugino di Francisco Franco, il maggiore Riccardo de la Puente Bahamonde. Il 20 luglio morì in un incidente aereo Sanjurjo, che cercava di rientrare dal Portogallo in patria, lasciando il comando delle forze nazionaliste allo stesso Mola che divenne comandante dell'armata nazionalista nel nord e che riportò una netta vittoria a Pamplona, e a Francisco Franco che divenne comandante nel sud. Già il giorno successivo Mola fu contattato dal Governo repubblicano per convincerlo a desistere. Una telefonata gli giunse dal generale José Miaja che era stato da poco nominato ministro della Guerra al quale comunicò la propria intenzione di sollevarsi e un'ultima dal nuovo primo ministro Diego Martínez Barrio che gli offrì il posto di ministro della Guerra. Mola però respinse l'offerta:
(Emilio Mola rispondendo all'offerta di Diego Martínez Barrio)
Fra le altre cose questo fatto provocò alcuni problemi anche alla sua famiglia. A Barcellona infatti venne catturato un suo fratello, anch'egli militare, con la minaccia (poi eseguita) di fucilarlo per convincere Emilio Mola a desistere dall'insurrezione. Per rappresaglia lo stesso Mola diede successivamente il via ad un piano repressivo che portò numerose esecuzioni sommarie nelle retrovie nazionaliste a testimonianza del clima di terrore che si sviluppò soprattutto nei primi mesi della guerra civile.
(Citato dal suo collaboratore, Heraldo de Aragón, in Col el general Mola, Saragoza, 1937.)
Tuttavia il golpe non riuscì in molte parti della Spagna e in particolare fallì nelle grandi città.
Già il 24 luglio Mola era tra i membri della Giunta di difesa nazionale.
In settembre grazie ad una audace manovra offensiva le forze di Mola presero Irun e chiusero il confine francese, iniziando così l'isolamento delle forze governative. La Giunta di difesa nazionale nazionalista riunita a Burgos decise quindi in una riunione segreta di nominare Francisco Franco quale comandante generale (generalisimo) il 29 settembre. Mola continuò intanto a dirigere le operazioni militari al Nord tentando, senza successo, di prendere la capitale Madrid in ottobre. In un discorso alla radio invitò i simpatizzanti nazionalisti presenti in città a sollevarsi coniando l'espressione che l'avrebbe poi reso famoso di "quinta colonna", che doveva aggiungersi alle sue quattro colonne militari.
Mola morì, come già il generale Sanjurjo, in un incidente aereo il 3 giugno del 1937, si disse causato dal maltempo. Le morti di Sanjurjo e Mola lasciarono Franco come unica guida della causa nazionalista. Questa curiosa serie di eventi portò al sospetto, mai dimostrato, che lo stesso Franco fosse stato artefice, o avesse contribuito in qualche modo alla morte dei due dirigenti militari.